# 西柏林

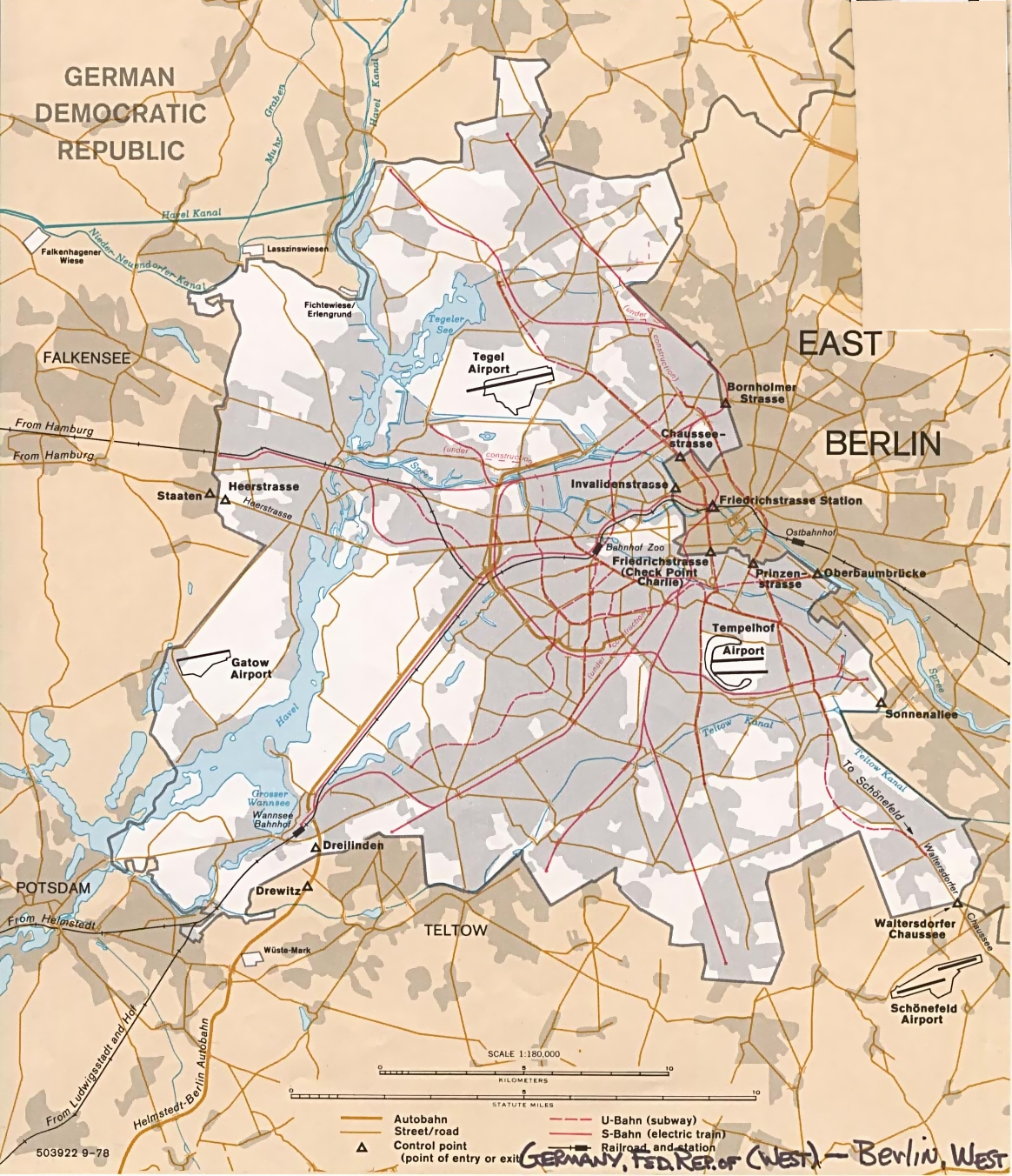
西柏林地图（1978年），地鐵線路也被分開，部分車站因遭到封鎖而成為幽靈車站

西柏林（德語：West-Berlin）是对1949年至1990年间柏林西部地区的称呼。西柏林是自1945年二战结束后建立的英美法共同占领区，此地区在其存在期間行政上很大程度是西德（德意志聯邦共和國）邦份，但是在法律上并非属于西德的一部分。相對於西柏林，城市東部的苏联占领区稱為东柏林，並是東德（德意志民主共和國）所定的首都；但西方國家认为柏林在法律上仍为四国联合占领区，因此不承认东柏林的首都地位。
西柏林是由西方盟国控制，并且被由苏联所控制的东柏林以及东德所包围的地区。西柏林在冷战时期具有重要的象征意义，允許批評與諷刺政府，經濟發達並被普遍认为是繁榮的“自由之岛”。但它豐富的生活底下，有部分宣傳的元素，作为“西方的样板”，其實得到了西德资助的大量金援。作为一个富裕的城市，西柏林以其独特的国际化特征和教育、研究和文化中心而闻名。西柏林大约有200万居民，是冷战时期德国人口最多的城市。
西柏林位于西德边境以东和以北100英里（161）处，由於被包圍，从西德只能通过狭窄的雙方同意的特定铁路和公路走廊从陆路进入，空中走廊盟軍則掌握三條進出動線，柏林危機時一度整個城市均仰賴空運。它由1945年建立的美国、英国和法国占领区组成。1961年修建的柏林圍牆将西柏林与东柏林及东德分隔开来，直到1989年倒塌。1990年10月3日，德国正式统一，东西柏林正式合并为现代的柏林。

## 起源
《波茨坦协定》为二战后占领德国确立了法律框架。根据这项协议，德国将正式由四个盟国（美国、英国、苏联和法国）管理，直到一个“所有各方都能接受的”德国政府建立起来。德国的领土将被划分为四个区域，每个区域由四个盟国中的一个管理。柏林被苏联占领区及德国中部新建立的大部分地区包围并分割开来，由此西方盟国占领的柏林西部地区组成飞地。根据该协定，对柏林的占领只有在四方协定的结果下才能结束。西方盟国被保证有三条通往柏林的空中走廊，苏联还非正式地允许西柏林和德国西部之间的公路和铁路通行。
起初，这一安排是临时性的，所有各方都宣称德国和柏林将很快重新统一。然而，随着西方盟国和苏联之间的关系恶化和冷战的开始，德国和柏林的联合政府崩溃了。很快，苏联占领的柏林和西方占领的柏林就有了各自的城市管理机构。1948年，苏联试图通过对西方地区实施陆地封锁，也就是柏林封锁，迫使西方盟国离开柏林。作为回应，西方利用其空中走廊，通过柏林空运，向他们所在的那部分城市提供食品和其他物资。1949年5月，苏联解除了对西柏林的封锁，西柏林作为一个独立的城市保留了自己的管辖权。
柏林暫時解除封锁之后，东西柏林恢复了正常的联系。这只是暂时的，直到谈判重新开始。1952年，东德政府开始封锁边境，进一步孤立西柏林。直接的结果是，电网被分开，电话线被切断。人民政府和苏联军事人员还继续封锁所有通往城外的道路，导致几次武装对峙，并在那年6月与法国宪兵队和德国联邦军队发生了至少一次小规模冲突。然而，分裂的高潮直到1961年柏林墙的建造才出现。

## 法理上的地位
根据西方盟国所遵循的法律理论，对德国的占领于1949年结束，德意志联邦共和国（西德）于5月23日成立，德意志民主共和国（东德）于10月7日成立。根据《联邦共和国基本法（或宪法）》第127条，规定联邦法律应在颁布后一年内扩大到大柏林（西柏林的正式名称）以及巴登、莱茵兰─普法尔茨和符腾堡─霍亨索伦。然而，由于对柏林的占领只能通过四方协议来结束，因此柏林仍然是同盟国正式主权下的被占领领土。因此，《基本法》并不完全适用于西柏林。

## 概要
西柏林與波恩的西德聯邦政府達成協議，外交與貨幣行政由西德政府負責，故此通行德國馬克，亦有不少西德人移居當地，市長與市議員均歸屬西德的政黨，是西德實際上的外飛地。但因為法律上西柏林不屬於西德的一部分，故西柏林與西德有以下區別：
- 西柏林當地選出的西德聯邦議會議員並沒有總理任命權、預算審議權及關乎聯邦的議案投票權，但有發言權、委員會投票權等。
- 西柏林簽發的身份證與护照，設計類似西德政府發行的證件，卻沒有德國聯邦的字樣及國徽，由西柏林市簽發，國籍一欄寫上的是西柏林市。
- 西柏林屬於美、英、法共同管理地區，故西德的徵兵法律並不適用，加上因為移居當地有政府補助金，所以有些逃避兵役的西德年輕人選擇移居。
- 航空服務在柏林-滕珀尔霍夫机场由泛美航空、Dan-Air（後來合併到英國航空）、法國航空提供，汉莎航空並沒有參與。
- 蘇聯雖然不曾統治西柏林，但直到1990年9月12日之前，除了會負責每四個月輪流看守施潘道監獄外，還有權駐紮在蘇聯英雄紀念碑一帶。

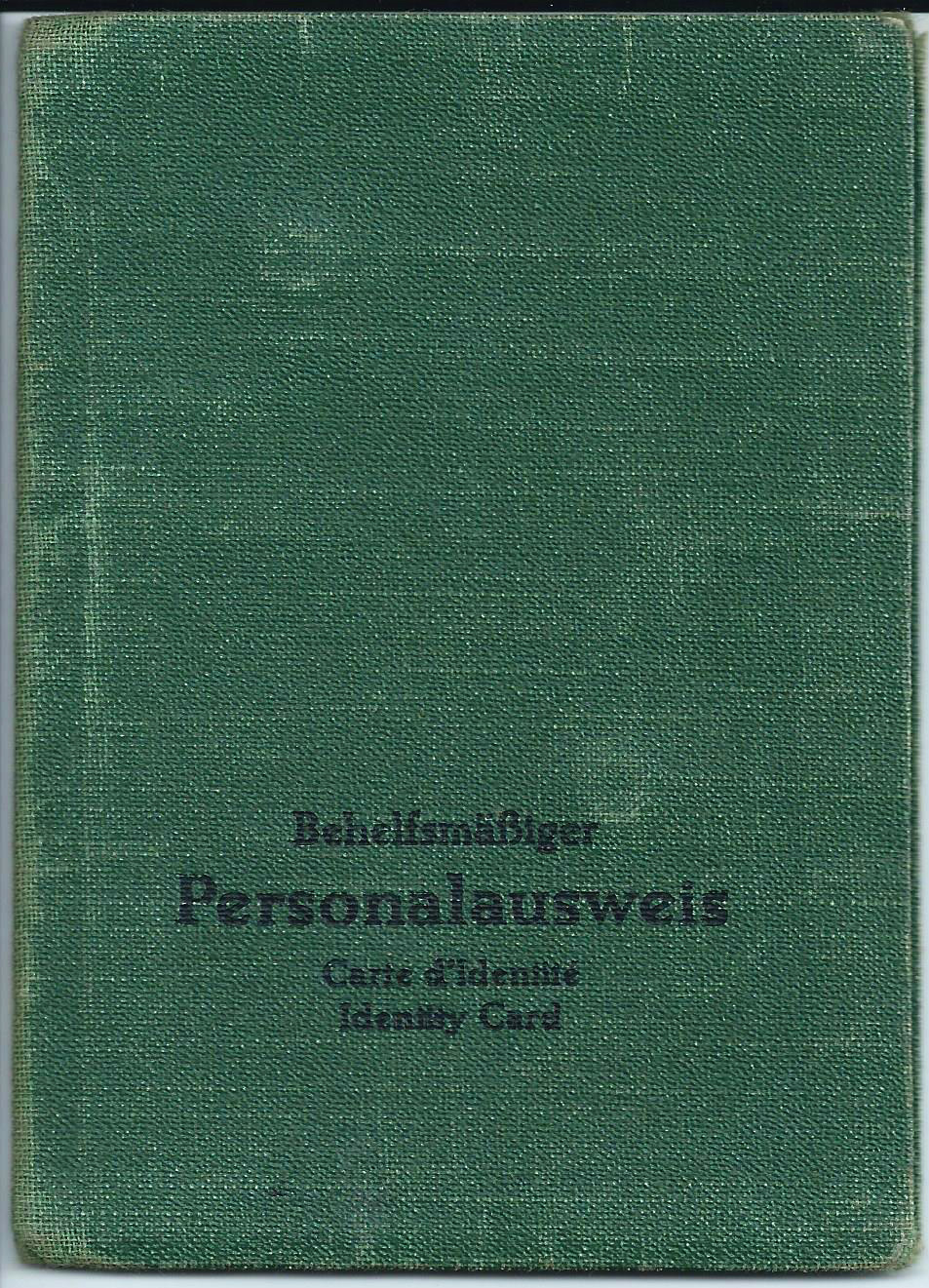
沒有聯邦鷹的西柏林臨時身分證封面

## 分治时期
1952年，东德关闭了东西德国之间的边界，但没有关闭东西柏林之间的边界。東德人可以将柏林作为一个中转站通往西德，因此大批人從此地前往西德。
1961年8月13日，东德突然建起柏林墙阻止人們流動。1963年6月26日，美国约翰·肯尼迪总统访问西柏林发表演讲，并留下了一句著名的名言“我是一个柏林人。”（德語：Ich bin ein Berliner）。
1971年9月，四国签署四国柏林协议和1972年5月签署中转协议，以缓解西柏林局势和方便两边的居民通行。1987年，美國总统雷根在勃兰登堡门前发表著名的「推倒這堵牆」演讲，对苏联共产党總書記戈尔巴乔夫发起挑战，他说：「戈尔巴乔夫总书记，如果你想和平，如果你想苏联和东欧繁荣，如果你想要自由，那来到这个门前，戈尔巴乔夫先生，打开这个门，推倒那堵墙！」
1989年11月9日，柏林墙开放，柏林两部分终于再次在形式上連为一体。东西德双方和四个占领国共同签署了「2+4协议」，为德国统一、结束柏林分占状态铺平了道路。1990年10月3日，东西柏林统一为柏林市，被联邦德国併为一个州，柏林分治状态自此结束。但美軍、英軍和法軍直到1994年才完全撤離（駐東柏林的俄羅斯聯邦軍亦是如此）。

## 西柏林各國占領區列表

### 美国占领区
- 新克尔恩（Neukölln）
- 克罗伊茨贝格（Kreuzberg）
- 滕珀尔霍夫-舍讷贝格（Tempelhof-Schöneberg）
- 施泰格利茨-采伦多夫（Steglitz-Zehlendorf）

### 英国占领区
- 米特（Mitte）

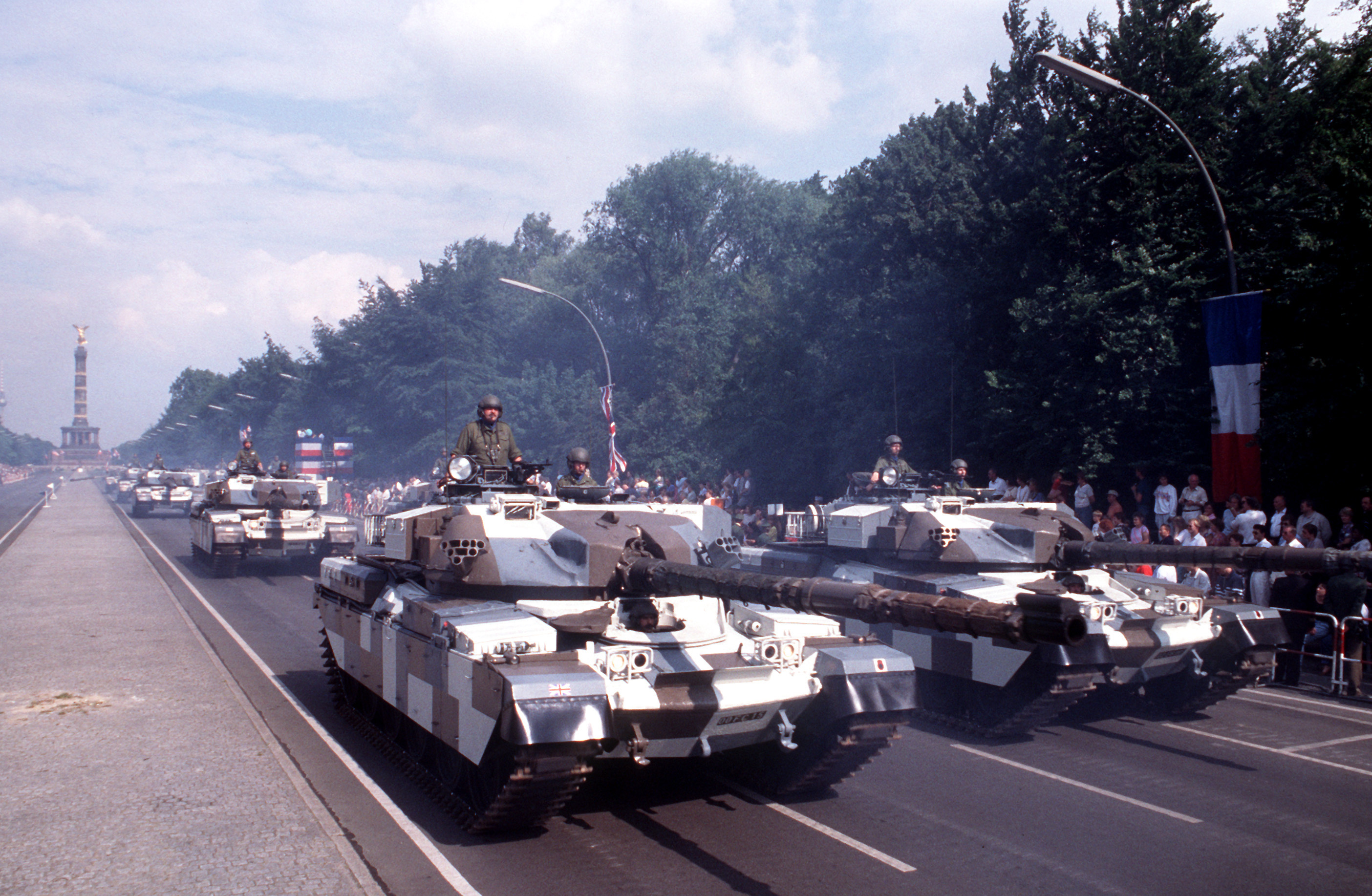
1989年參與西柏林閱兵、在六月十七日大街上行駛的英國酋長式戰車。

- 夏洛滕堡-维尔默斯多夫（Charlottenburg-Wilmersdorf）
- 施潘道（Spandau）

### 法國占领区
- 赖尼肯多夫（Reinickendorf）
- 威丁（Wedding）

## 外部連結
- Berlin Exclaves（英文）
- History of the Western Allies in Berlin（页面存档备份，存于）（英文）
- 西柏林歸屬於誰 （页面存档备份，存于）

| 前任： 阿姆斯特丹 | 歐洲文化之城 1988年 | 繼任： 巴黎 |